# Bobby Hatfield

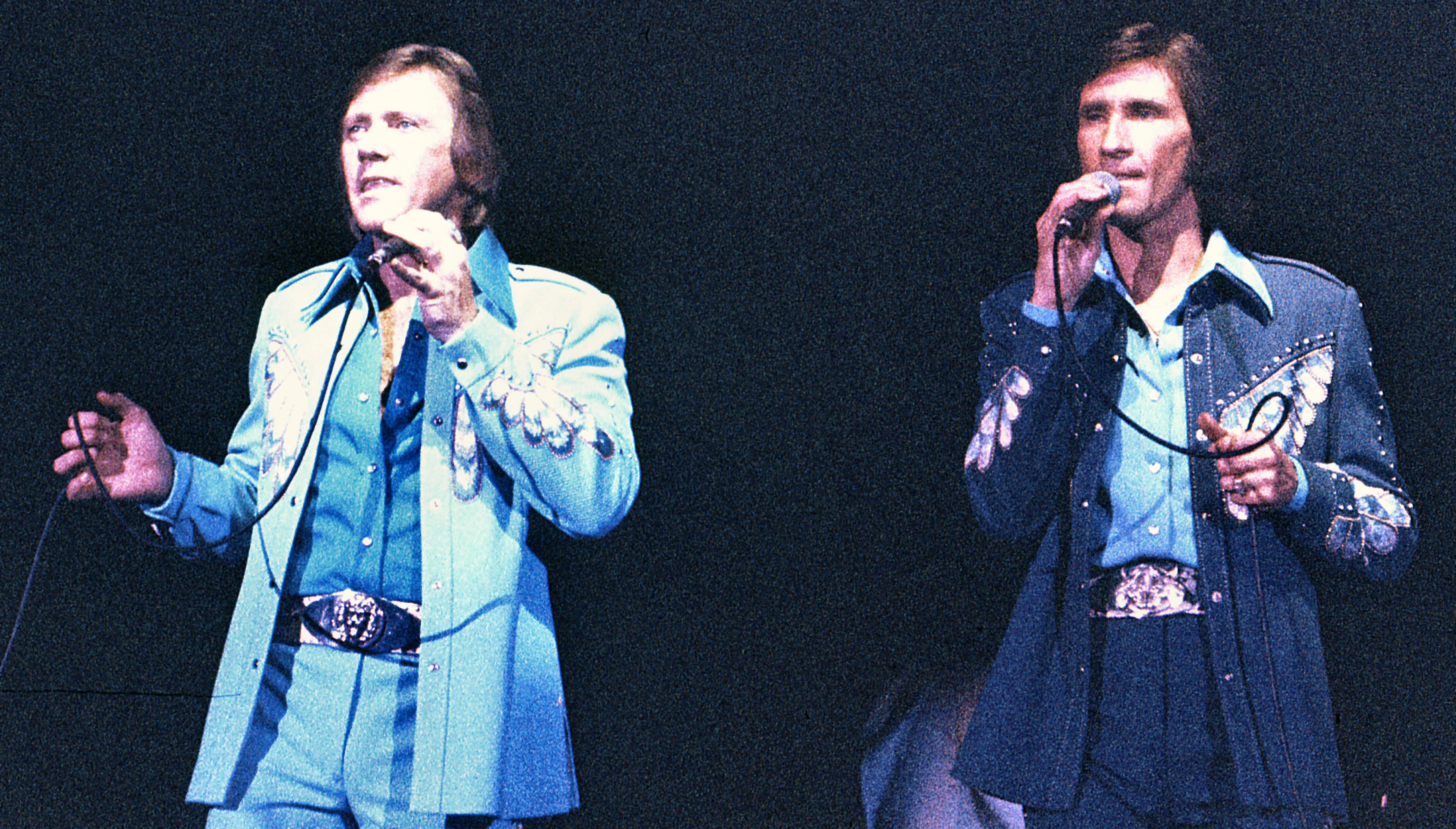
Bobby Hatfield (links) mit Bill Medley als The Righteous Brothers

Bobby Hatfield (* 10. August 1940 in Beaver Dam, Wisconsin; † 5. November 2003 in Kalamazoo, Michigan; eigentlich Robert Lee Hatfield) war Sänger des erfolgreichen amerikanischen Soul-Duos Righteous Brothers.

## Werk
Bobby Hatfield lernte Bill Medley, seinen späteren Partner bei den Righteous Brothers, während des Studiums kennen. Man kann die Stimmen der Righteous Brothers gut auseinanderhalten. Die hohe Stimme (Tenor) ist jeweils die von Bobby Hatfield.
In den 1960er- und 1970er-Jahren feierten Hatfield und Medley ihre größten Erfolge. Der Righteous-Brothers-Hit Unchained Melody wurde als Solo alleine von Bobby Hatfield gesungen. Er wurde zunächst 1965 in den USA und Großbritannien erfolgreich und erreichte in den USA die Top 10, in Großbritannien die Top 20. Durch den Erfolg des Films Ghost – Nachricht von Sam (mit Patrick Swayze), in dem die von ihm gesungene Version der Unchained Melody Verwendung fand, erreichte das Lied 1990 den ersten Platz in Großbritannien und kam auch in die deutschen Top Ten. Eine weitere Soloplatte von Bobby Hatfield unter dem Namen Righteous Brothers war Ebb Tide, die immerhin in den USA 1965 wiederum die Top 10 erreichte.

## Tod
Bobby Hatfield starb am 5. November 2003 im Radisson-Hotel im Zentrum von Kalamazoo, Michigan, anscheinend im Schlaf, Stunden vor einem geplanten Auftritt mit seinem Righteous-Brothers-Mitsänger Bill Medley. Zunächst war man von einem Herzinfarkt ausgegangen. In einem toxikologischen Bericht, der im Januar 2004 veröffentlicht wurde, wurde festgestellt, dass der Herzinfarkt bei bereits verengten Herzkranzgefäßen durch Kokain-Konsum ausgelöst wurde.

## Privates
Er war Vater von zwei Kindern aus einer geschiedenen Ehe.